# Антоанета Пандєрова
Антоанета Пандєрова (нар. 22 червня 1977) — колишня болгарська тенісистка.
Найвищу одиночну позицію світового рейтингу — 174 місце досягла 25 вересня 2000, парну — 177 місце — 31 жовтня 1994 року.
Здобула 5 одиночних та 17 парних титулів.
Завершила кар'єру 2004 року.

## Фінали ITF

### Одиночний розряд: 10 (5–5)
| Легенда          |
| ---------------- |
| турніри $100,000 |
| турніри $75,000  |
| турніри $50,000  |
| турніри $25,000  |
| турніри $10,000  |

| Фінали за покриттям |
| ------------------- |
| Тверде (2–0)        |
| Ґрунт (3–5)         |
| Трава (0–0)         |
| Килим (0–0)         |

| Результат | W–L | Дата     | Турнір                   | Рівень | Покриття | Суперниця         | Рахунок       |
| --------- | --- | -------- | ------------------------ | ------ | -------- | ----------------- | ------------- |
| Поразка   | 0–1 | Вер 1993 | ITF Варна, Болгарія      | 10,000 | Ґрунт    | Татьяна Єчменіца  | 2–6, 6–3, 2–6 |
| Поразка   | 0–2 | Лис 1995 | ITF Нікосія, Кіпр        | 10,000 | Ґрунт    | Драгана Зарич     | 2–6, 3–6      |
| Перемога  | 1–2 | Жов 1997 | ITF Салоніки, Греція     | 10,000 | Тверде   | Аліче Пірсу       | 6–2, 6–2      |
| Поразка   | 1–3 | Тра 1998 | ITF Новий Сад, Югославія | 10,000 | Ґрунт    | Петра Мандула     | 6–0, 5–7, 1–6 |
| Перемога  | 2–3 | Жов 1998 | ITF Орестіас, Греція     | 10,000 | Тверде   | Юлія Адльбрехт    | 2–6, 6–3, 6–4 |
| Перемога  | 3–3 | Тра 1999 | ITF Верона, Італія       | 10,000 | Ґрунт    | Лаура Бао         | 5–7, 7–5, 7–5 |
| Перемога  | 4–3 | Кві 2000 | ITF Мальє, Італія        | 25,000 | Ґрунт    | Петра Мандула     | 6–4, 2–6, 7–5 |
| Поразка   | 4–4 | Вер 2000 | ITF Бухарест, Румунія    | 25,000 | Ґрунт    | Жофія Губачі      | 3–6, 4–6      |
| Перемога  | 5–4 | Вер 2000 | ITF Софія, Болгарія      | 25,000 | Ґрунт    | Евелін Фаут       | 7–5, 6–4      |
| Поразка   | 5–5 | Чер 2003 | ITF Stare Splavy, Чехія  | 10,000 | Ґрунт    | Домініка Ноцярова | 2–6, 3–6      |

### Парний розряд: 27 (17–10)
| Легенда          |
| ---------------- |
| турніри $100,000 |
| турніри $75,000  |
| турніри $50,000  |
| турніри $25,000  |
| турніри $10,000  |

| Фінали за покриттям |
| ------------------- |
| Тверде (4–2)        |
| Ґрунт (13–8)        |
| Трава (0–0)         |
| Килим (0–0)         |

| Результат | W–L   | Дата     | Турнір                           | Рівень | Покриття   | Партнерка           | Суперниці                                 | Рахунок          |
| --------- | ----- | -------- | -------------------------------- | ------ | ---------- | ------------------- | ----------------------------------------- | ---------------- |
| Поразка   | 0–1   | Тра 1993 | ITF Битом, Польща                | 10,000 | Ґрунт      | Теодора Недева      | Білецька Наталія Олена Татаркова          | w/o              |
| Перемога  | 1–1   | Чер 1993 | ITF Пловдив, Болгарія            | 10,000 | Ґрунт      | Цветелина Николова  | Галя Ангелова Теодора Недева              | 6–3, 6–3         |
| Перемога  | 2–1   | Лют 1994 | ITF Фару, Португалія             | 10,000 | Тверде     | Теодора Недева      | Ісіда Кейко Ямаґісі Йоріко                | 6–1, 6–3         |
| Перемога  | 3–1   | Лют 1994 | ITF Амадора, Португалія          | 10,000 | Тверде     | Теодора Недева      | Аліна Жидкова Анна Лінкова                | 6–3, 6–1         |
| Поразка   | 3–2   | Кві 1994 | ITF Супетар, Хорватія            | 10,000 | Ґрунт      | Теодора Недева      | Марія Фернанда Ланда Лаура Монтальво      | 4–6, 2–6         |
| Перемога  | 4–2   | Кві 1994 | ITF Бол, Хорватія                | 10,000 | Ґрунт      | Теодора Недева      | Мартіна Гаутова Бланка Кумбарова          | 6–3, 7–5         |
| Перемога  | 5–2   | Сер 1994 | ITF Пловдив, Болгарія            | 10,000 | Ґрунт      | Теодора Недева      | Дора Джилянова Десислава Топалова         | 6–4, 4–6, 6–2    |
| Перемога  | 6–2   | Жов 1994 | ITF Бургас, Болгарія             | 10,000 | Ґрунт      | Теодора Недева      | Патрісія Маркова Генріетте ван Алдерен    | 2–6, 6–4, 6–0    |
| Перемога  | 7–2   | Кві 1995 | ITF Пловдив, Болгарія            | 25,000 | Ґрунт      | Теодора Недева      | Комлева Світлана Сухова Ірина             | 7–5, 6–1         |
| Поразка   | 7–3   | Чер 1995 | ITF Новий Сад, Югославія         | 25,000 | Ґрунт      | Татьяна Єчменіца    | Лаура Монтальво Ларісса Шерер             | 7–5, 1–6, 1–6    |
| Перемога  | 8–3   | Лис 1995 | ITF Каїр, Єгипет                 | 10,000 | Ґрунт      | Теодора Недева      | Лімор Габай Гіла Розен                    | 3–6, 6–1, 7–6(8) |
| Перемога  | 9–3   | Лис 1995 | ITF Каїр, Єгипет                 | 10,000 | Ґрунт      | Теодора Недева      | Кільдін Шевальє Шаповалова Тесса          | 5–7, 6–3, 6–0    |
| Перемога  | 10–3  | Чер 1996 | ITF Скоп'є, Республіка Македонія | 10,000 | Ґрунт      | Галина Димитрова    | Марина Лазаровська Катарина Мишич         | 6–4, 6–0         |
| Перемога  | 11–3  | Вер 1996 | ITF Албена, Болгарія             | 10,000 | Ґрунт      | Павліна Нола        | Галина Димитрова Десислава Топалова       | 6–4, 6–2         |
| Поразка   | 11–4  | Вер 1996 | ITF Софія, Болгарія              | 25,000 | Ґрунт      | Теодора Недева      | Лаура Монтальво Ленка Немечкова           | 2–6, 0–6         |
| Поразка   | 11–5  | Вер 1997 | ITF Албена, Болгарія             | 10,000 | Ґрунт      | Любомира Бачева     | Галина Димитрова Десислава Топалова       | 5–7, 1–6         |
| Поразка   | 11–6  | Кві 1998 | ITF Хвар, Хорватія               | 10,000 | Ґрунт      | Гелена Вілдова      | Єлена Костанич-Тошич Катарина Среботнік   | 5–7, 3–6         |
| Поразка   | 11–7  | Тра 1998 | ITF Новий Сад, Югославія         | 10,000 | Ґрунт      | Десислава Топалова  | Татьяна Єчменіца Драгана Зарич            | 2–6, 5–7         |
| Перемога  | 12–7  | Лип 1997 | ITF Скоп'є, Республіка Македонія | 10,000 | Ґрунт      | Теодора Недева      | Филипа Габровська Радослава Топалова      | 6–3, 6–0         |
| Поразка   | 12–8  | Жов 1998 | ITF Орестіас, Греція             | 10,000 | Тверде     | Міра Лорелей Раду   | Юлія Адльбрехт Марина Лазаровська         | 0–6, 4–6         |
| Поразка   | 12–9  | Лют 2000 | ITF Фару, Португалія             | 10,000 | Тверде     | Марія Гезненге      | Наташа Ґалауза Шеллі Стефенс              | 6–7(5), 3–6      |
| Перемога  | 13–9  | Кві 2000 | ITF Куарту-Сант'Елена, Італія    | 10,000 | Ґрунт      | Светлана Кривенчева | Міхаела Паштікова Гелена Вілдова          | 7–5, 7–6(9)      |
| Перемога  | 14–9  | Вер 2000 | ITF Бухарест, Румунія            | 25,000 | Ґрунт      | Десислава Топалова  | Катарина Мишич Маркета Кохта              | 6–4, 6–2         |
| Перемога  | 15–9  | Вер 2000 | ITF Софія, Болгарія              | 25,000 | Ґрунт      | Десислава Топалова  | Наташа Ґалауза Шеллі Стефенс              | 6–1, 7–6(4)      |
| Перемога  | 16–9  | Вер 2002 | ITF Батумі, Грузія               | 75,000 | Тверде     | Десислава Топалова  | Гульнара Фаттахетдінова Марія Кондратьєва | 2–6, 6–1, 6–1    |
| Перемога  | 17–9  | Жов 2000 | ITF Сен-Рафаель, Франція         | 25,000 | Тверде (i) | Десислава Топалова  | Катарина Мишич Драгана Зарич              | 4–6, 6–3, 6–1    |
| Поразка   | 17–10 | Лис 2002 | ITF Довіль, Франція              | 25,000 | Ґрунт (i)  | Марія Гезненге      | Зузана Черна Зузана Гейдова               | 4–6, 5–7         |